# Pediment

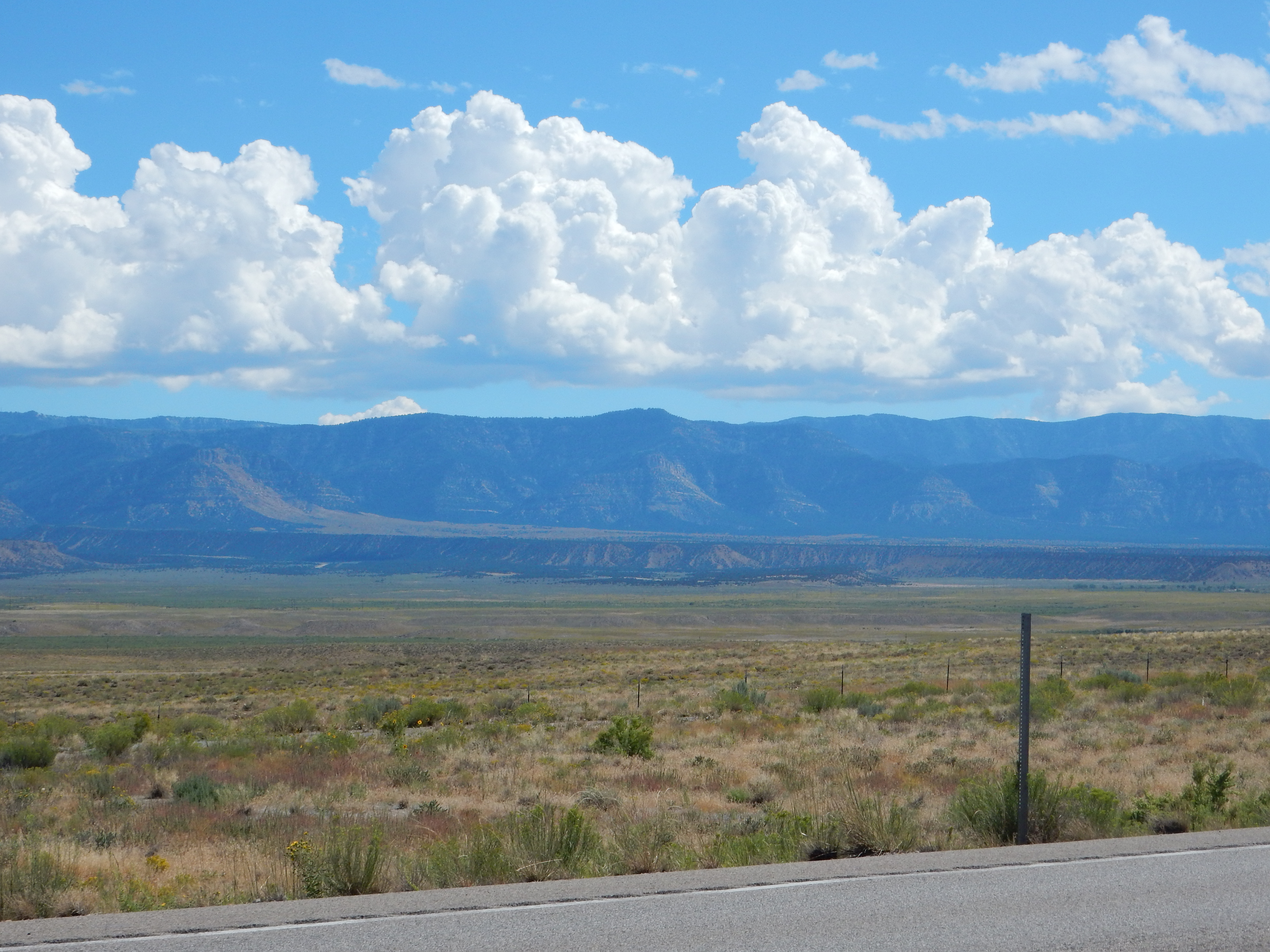
Antiga superfície de pediment als peus de les muntanyes Book Cliffs, Woodward, Utah, EUA.

Pediment (m Geomorfologia) Accident geogràfic. Tipus de glacis rocallós, constituït per una superfície d’erosió d’un cert pendent, modelada sobre roca dura i dominada a la part superior per un relleu abrupte ocasionat pels efectes de l'erosió.
Tal com es defineix a la geomorfologia, un pediment és una superfície gairebé plana de transport de masses i / o erosió lateral uniforme que funciona com a zona de transició entre un altiplà en degradació i un nivell de base estable o bé en degradació suau a les terres baixes.
Els pediments són formes de relleu que es produeixen en diferents règims climàtics i entorns geomòrfics i són el producte d’una varietat de processos i la significació relativa d’aquests processos varia d'un entorn morfoclimàtic a un altre.

## Formes
Els pediments exhibeixen diverses formes residuals distintives, entre les quals es troben les prominències rocoses conegudes com a pitons o banyons, així com les crestes de balena i especialment els inselberg, que són relleus aïllats d'una gran resistència a l'erosió. La zona de transició entre el pediment i el relleu abrupte que el domina és coneguda amb el terme alemany "knick" o amb el terme llatinoamericà "rinconada". Cal evitar confondre el pediment amb el glacis d'erosió, ja que aquest últim es forma sobre roques toves i a la base d'un relleu estructural. La presència de diversos pediments que es fusionen pot donar lloc a la formació d'una plataforma pedimentària.

## Formació
Els processos de formació s'han debatut durant més d'un segle. Ara es coneix que els pediments es troben en climes humits i àrids, en molts entorns tectònics i de diversa varietat de roca mare. No obstant això, no són trets generalitzables a tots els "peus de muntanya". Això ha provocat nous esforços per explicar la seva formació, fins i tot mitjançant la modelització numèrica. Els mecanismes de formació proposats inclouen:
- Rentat de làmines o erosió de grans làmines d’aigua, que flueixen i eliminen uniformement les capes de material superficial més fi, sense crear canals.[4]
- Reculament del front de muntanya per intempèrie.
- Laminació lateral o erosió per un rierol.
- Rillwash o rierols d'erosió, en què el flux d'aigua es concentra alhora en nombrosos canals poc espaiats.

## Història
L'any 1877, Grove Karl Gilbert es el primer geòleg a estudiar els pediments de les Henry Mountains, a l'estat de Utah (EUA). Els descriu com una esplanada composta per petits pujols. Creu que els pediments son causats per cursos d'aigua i els associa a fenòmens d'erosió en àrees desèrtiques. Aquesta primera teoria també va ser sostinguda per Paige (1912), Blackwelder (1931) i Johnson (1932). Altres autors consideren que la primera aplicació raonada del terme pediment la va fer Kirk Bryan (1922) al desert de Sonora (EUA).